# Tara verte
Pour un article plus général, voir Tara (bouddhisme).
Tara verte (Dröljang ou Döljang en tibétain : སྒྲོལ་ལྗང༌, Wylie : sgrol ljang, contraction de Drölma Jang ; Shyama Tārā en sanskrit ; devanāgarī : तारा) est l'une des 21 formes de Tārā, bodhisattva féminin de la compassion dans le bouddhisme, et divinité protectrice du Tibet. Elle est représentée assise, deux bras, une tête, un cristal entre les deux yeux, la jambe déployée, de la main droite, elle fait le moudra du don signifiant qu'elle accorde les accomplissements ordinaires et l'accomplissement sublime et de la main gauche  elle fait le moudra du refuge : son pouce et son annulaire se touchent pour symboliser l'union des actions et de la connaissance et ses trois autres doigts sont dressés et représentent les trois joyaux : le Bouddha, le dharma et la sangha. Elle est prête à se lever pour aider autrui. Son emblème est la couleur verte, symbole d'espoir[réf. nécessaire], et le lotus bleu à semi-ouvert.
Tara verte est particulièrement connue pour sa puissance à surmonter les situations les plus difficiles, donnant protection et  réconfort contre les dangers. Il s'agit d'une déité du bouddhisme tibétain qui intervient toujours pacifiquement. Elle est le bodhisattva féminin de la compassion.
Elle est la parèdre du bouddha Amoghasiddhi. 
La princesse Bhrikuti, épouse népalaise du roi du Tibet Songtsen Gampo, devint symbolisé par Tara verte.
Elle est originelle par sa couleur dans la mesure où les autres sont autant d'émanations car le vert peut représenter toutes les couleurs. Elle protège contre les dangers réels (les huit grands dangers maha abhaya) ou spirituels. Elle est généralement appelée Syama (vert) Tara (shyam signifie en sanskrit, « bleu, cyan, noir, vert », c'est la couleur avatarique par excellence du Dieu sombre et royal, Vishnou). Une forme appelée Cittamani Tara (joyau qui exauce tous les vœux) est particulière de la tradition gelugpa. Khadiravani Tara (Tara de la forêt des tecks), apparue à Nagarjuna, est aussi assimilée à une protectrice de la végétation. Sous le nom de Janguli, elle contrôle les serpents ; il s'agit probablement de l'avatar d’une déesse locale.
Le 1er dalaï-lama composa un hymne à Tara verte qui inspire l'actuel et 14e dalaï-lama pour renforcer son idéal altruiste. 
Zabtik Drolchok est une pratique de Tara verte révélée dans un terma de Chogyur Lingpa. 
Son mantra est Om Taré Touttaré Touré Soha.

Le mantra de Tārā
OṀ TĀRE TOUTTĀRE TOURE SVAHĀ
dans la variante Lañja du Ranjana et dans l'alphasyllabaire tibétain.